# 赫爾松西瓜紀念碑
「赫爾松州禮物」紀念碑（羅馬化：Pamiatnyi znak «Dary Khersonshchyny»），其更廣為人知的名稱是赫爾松西瓜紀念碑（羅馬化：Pamiatnyk khersonskomu kavunu），是一座獻給赫爾松州農產品，尤其是赫爾松西瓜的藝術品。其在烏克蘭赫爾松州的奧索科里夫卡附近，位於T0403高速公路（第聶伯羅－赫爾松）和T2207公路的交匯處，並正面朝向維索科皮利亞。紀念碑於1988年建成，為烏克蘭境內第一個也是最大的西瓜紀念碑。

## 歷史
紀念碑於1988年根據蘇聯烏克蘭集體農場的命令和奧索科里夫卡村委會主席維克托·沃爾琴科（Віктора Волченка）的決定下建造。奧索科里夫卡村的居民、紀念碑安裝負責人亞歷山大·托普奇伊（Олександр Топчій）、藝術家謝爾希·波利諾克（Сергій Полінок）以及焊工瓦西爾·帕斯科（Василь Пасько）和佩特羅·邦達連科（Петро Бондаренко）參與了紀念碑的建造。根據另一個版本的說法，紀念碑於2003年建造。紀念碑由金屬和混凝土製成。總高度約4米，形狀為切開的紅西瓜。
在2022年俄羅斯入侵烏克蘭期間，紀念碑所處地被俄羅斯佔領，其於2022年10月上旬被第128外喀爾巴阡旅的戰士解放。紀念碑被砲彈碎片損壞。